# Aba Schubert
Aba Schubert é uma empresária americana, empreendedora de tecnologia e filantropa. A Aba é co-fundadora da Dorae, empresa premiada como pioneira tecnológica pelo Fórum Econômico Mundial. A Aba também é co-fundadora do hedge fund Aethel Partners e co-fundadora da Aethel Mining (proprietária das minas de minério de ferro na Torre de Moncorvo).